# Governo Johnson II
Il governo Johnson II è stato il novantanovesimo governo del Regno Unito in carica per un totale di 2 anni e 9 mesi 21 giorni dal 16 dicembre 2019 al 6 settembre 2022. Boris Johnson ha ricevuto l'autorizzazione della Regina Elisabetta II a formare un nuovo governo in seguito all'esito delle elezioni anticipate.
Si è trattato di un governo monocolore conservatore.
Il 7 luglio 2022, a seguito di una crisi di governo, Johnson ha annunciato le proprie dimissioni dalla carica di Primo Ministro e da leader del Partito Conservatore, che hanno avuto effetto a partire dal 6 settembre 2022.

## Situazione parlamentare
| Camera            | Collocazione | Partiti | Seggi     |
| ----------------- | ------------ | --- | --------- |
| Camera dei Comuni | Maggioranza  | Conservatori (357) | 357 / 650 |
| Camera dei Comuni | Opposizione  | Laburisti (200), Partito Nazionale Scozzese (48), Liberal Democratici (Regno Unito) (11), Partito Unionista Democratico (8), Sinn Féin (7), Plaid Cymru (4), Partito Social Democratico e Laburista (2), Alba (2), Partito Verde di Inghilterra e Galles (1), Partito dell'Alleanza dell'Irlanda del Nord (1) e Indipendenti (8) | 292 / 650 |

## Composizione
| Segretariato                                                                                       | Titolare | Titolare                                                | Titolare                                                   | Partito      |
| -------------------------------------------------------------------------------------------------- | -------- | ------------------------------------------------------- | ---------------------------------------------------------- | ------------ |
| Primo ministro Primo lord del tesoro Ministro della funzione pubblica Ministro dell'Unione         |          |                                                         | Boris Johnson                                              | Conservatore |
| Vice primo ministro del Regno Unito                                                                |          |                                                         | Dominic Raab (dal 15 settembre 2021)                       | Conservatore |
| Primo Segretario di Stato Esteri e Commonwealth                                                    |          |                                                         | Dominic Raab (fino al 15 settembre 2021)                   | Conservatore |
| Primo Segretario di Stato Esteri e Commonwealth                                                    |          |                                                         | Liz Truss (dal 15 settembre 2021)                          | Conservatore |
| Cancelliere dello Scacchiere Secondo lord del tesoro                                               |          |                                                         | Sajid Javid (fino al 13 febbraio 2020)                     | Conservatore |
| Cancelliere dello Scacchiere Secondo lord del tesoro                                               |          |                                                         | Rishi Sunak (dal 13 febbraio 2020 al 5 luglio 2022)        | Conservatore |
| Cancelliere dello Scacchiere Secondo lord del tesoro                                               |          |                                                         | Nadhim Zahawi (dal 5 luglio 2022)                          | Conservatore |
| Affari interni                                                                                     |          |                                                         | Priti Patel                                                | Conservatore |
| Ministro di Stato per l'Ufficio di gabinetto Cancelliere del Ducato di Lancaster                   |          |                                                         | Michael Gove                                               | Conservatore |
| Lord cancelliere Giustizia                                                                         |          |                                                         | Robert Buckland (fino al 15 settembre 2021)                | Conservatore |
| Lord cancelliere Giustizia                                                                         |          |                                                         | Dominic Raab (dal 15 settembre 2021)                       | Conservatore |
| Difesa                                                                                             |          |                                                         | Ben Wallace                                                | Conservatore |
| Uscita dall'Unione europea (soppresso)                                                             |          |                                                         | Stephen Barclay (fino al 31 gennaio 2020)                  | Conservatore |
| Salute                                                                                             |          |                                                         | Matt Hancock (fino al 26 giugno 2021)                      | Conservatore |
| Salute                                                                                             |          |                                                         | Sajid Javid (dal 26 giugno 2021 al 5 luglio 2022)          | Conservatore |
| Salute                                                                                             |          |                                                         | Stephen Barclay (dal 5 luglio 2022)                        | Conservatore |
| Affari economici, energia e strategia industriale                                                  |          |                                                         | Andrea Leadsom (fino al 13 febbraio 2020)                  | Conservatore |
| Affari economici, energia e strategia industriale                                                  |          |                                                         | Alok Sharma (dal 13 febbraio 2020)                         | Conservatore |
| Commercio internazionale Presidente del The Board of Trade Segretario per le donne e l'uguaglianza |          |                                                         | Liz Truss                                                  | Conservatore |
| Lavoro e pensioni                                                                                  |          |                                                         | Thérèse Coffey                                             | Conservatore |
| Istruzione                                                                                         |          |                                                         | Gavin Williamson (fino al 15 settembre 2021)               | Conservatore |
| Istruzione                                                                                         |          |                                                         | Nadhim Zahawi (dal 15 settembre 2021 al 5 luglio 2022)     | Conservatore |
| Istruzione                                                                                         |          |                                                         | Michelle Donelan (dal 5 luglio 2022 al 7 luglio 2022)      | Conservatore |
| Istruzione                                                                                         |          | James Cleverly (dal 7 luglio 2022)                      | Conservatore                                               |              |
| Ambiente, alimentazione e affari rurali                                                            |          |                                                         | Theresa Villiers (fino al 13 febbraio 2020)                | Conservatore |
| Ambiente, alimentazione e affari rurali                                                            |          |                                                         | George Eustice (dal 13 febbraio 2020)                      | Conservatore |
| Comunità e governo locale                                                                          |          |                                                         | Robert Jenrick                                             | Conservatore |
| Trasporti                                                                                          |          |                                                         | Grant Shapps                                               | Conservatore |
| Sviluppo internazionale                                                                            |          |                                                         | Alok Sharma (fino al 13 febbraio 2020)                     | Conservatore |
| Sviluppo internazionale                                                                            |          |                                                         | Anne-Marie Trevelyan (dal 13 febbraio 2020)                | Conservatore |
| Digitalizzazione, media, cultura e sport                                                           |          |                                                         | Baronessa Nicky Morgan (fino al 13 febbraio 2020)          | Conservatore |
| Digitalizzazione, media, cultura e sport                                                           |          | Oliver Dowden (dal 13 febbraio 2020)                    | Conservatore                                               |              |
| Scozia                                                                                             |          |                                                         | Alister Jack                                               | Conservatore |
| Galles                                                                                             |          |                                                         | Simon Hart (fino al 7 luglio 2022)                         | Conservatore |
| Galles                                                                                             |          | Robert Buckland (dal 7 luglio 2022)                     | Conservatore                                               |              |
| Irlanda del Nord                                                                                   |          |                                                         | Julian Smith (fino al 13 febbraio 2020)                    | Conservatore |
| Irlanda del Nord                                                                                   |          |                                                         | Brandon Lewis (dal 13 febbraio 2020 al 7 luglio 2022)      | Conservatore |
| Irlanda del Nord                                                                                   |          | Shailesh Vara (dal 7 luglio 2022)                       | Conservatore                                               |              |
| Ministro senza portafoglio Presidente del Partito Conservatore                                     |          |                                                         | James Cleverly (fino al 13 febbraio 2020)                  | Conservatore |
| Ministro senza portafoglio Presidente del Partito Conservatore                                     |          |                                                         | Amanda Milling (dal 13 febbraio 2020 al 15 settembre 2021) | Conservatore |
| Ministro senza portafoglio Presidente del Partito Conservatore                                     |          | Oliver Dowden (dal 15 settembre 2021 al 24 giugno 2022) | Conservatore                                               |              |
| Ministro senza portafoglio Presidente del Partito Conservatore                                     |          | Andrew Stephenson (dal 7 luglio 2022)                   | Conservatore                                               |              |
| Leader della Camera dei lord Lord del sigillo privato                                              |          |                                                         | Baronessa Natalie Evans                                    | Conservatore |
| Opportunità Brexit ed efficienza del governo                                                       |          | Jacob Rees-Mogg (dall’8 febbraio 2022)                  | Conservatore                                               |              |
| Partecipanti alle riunioni del Gabinetto                                                           |          |                                                         |                                                            |              |
| Segretario capo del Tesoro                                                                         |          |                                                         | Rishi Sunak (fino al 13 febbraio 2020)                     | Conservatore |
| Segretario capo del Tesoro                                                                         |          |                                                         | Stephen Barclay (dal 13 febbraio 2020)                     | Conservatore |
| Ministro per imprese, energia e strategia industriale                                              |          |                                                         | Kwasi Kwarteng                                             | Conservatore |
| Ministro per edilizia abitativa e pianificazione                                                   |          |                                                         | Esther McVey (fino al 13 febbraio 2020)                    | Conservatore |
| Ministro per edilizia abitativa e pianificazione                                                   |          |                                                         | Christopher Pincher (dal 13 febbraio 2020)                 | Conservatore |
| Leader della Camera dei comuni Lord presidente del Consiglio                                       |          |                                                         | Jacob Rees-Mogg (fino all’8 febbraio 2022)                 | Conservatore |
| Leader della Camera dei comuni Lord presidente del Consiglio                                       |          | Mark Spencer (dall’8 febbraio 2022)                     | Conservatore                                               |              |
| Whip Segretario parlamentare del tesoro                                                            |          |                                                         | Mark Spencer (fino all’8 febbraio 2022)                    | Conservatore |
| Whip Segretario parlamentare del tesoro                                                            |          | Chris Heaton-Harris (dall’8 febbraio 2022)              | Conservatore                                               |              |
| Procuratore generale per l'Inghilterra e il Galles                                                 |          |                                                         | Geoffrey Cox (fino al 13 febbraio 2020)                    | Conservatore |
| Procuratore generale per l'Inghilterra e il Galles                                                 |          |                                                         | Suella Braverman (dal 13 febbraio 2020)                    | Conservatore |

## Cronologia

### 2019

#### Dicembre
- 12: Il Partito Conservatore di Boris Johnson vince le elezioni anticipate e conquista la maggioranza assoluta in Parlamento (la più ampia dai tempi di Margaret Thatcher)[8].
- 13: La Regina conferisce a Boris Johnson il mandato di Primo Ministro.
- 17: Boris Johnson presenta la lista dei Ministri.

### 2020

#### Gennaio

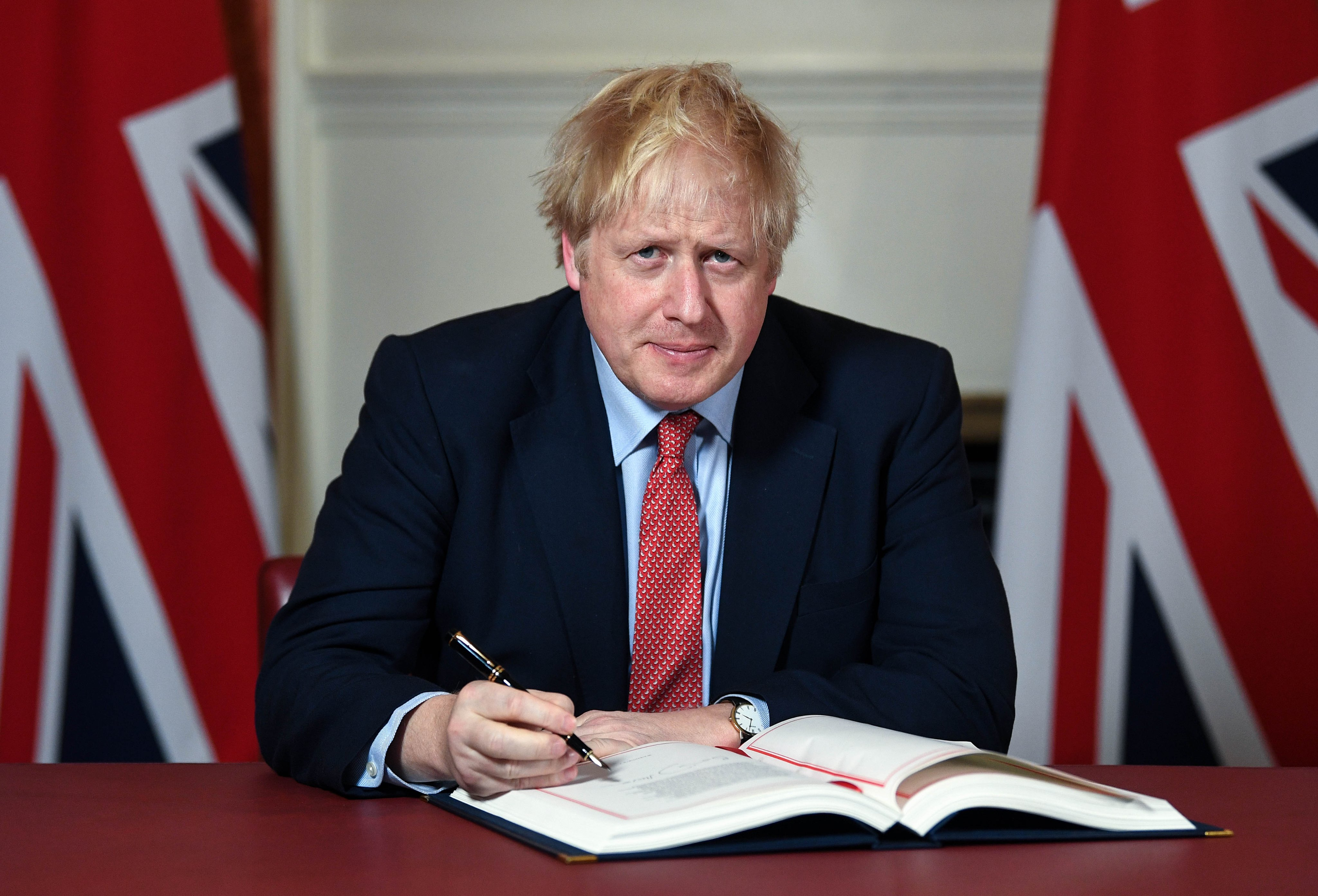
24 gennaio: Johnson firma il Withdrawal Agreement con l'Unione europea, ufficializzando la fuoriuscita del Regno Unito del 31 gennaio

- 31: Il Regno Unito esce ufficialmente dall’Unione europea.

#### Febbraio
- 13: Il premier Johnson effettua un rimpasto di governo, sostituendo i ministri Sajid Javid, Julian Smith, Esther McVey, Geoffrey Cox, Andrea Leadsom, Theresa Villiers e Chris Skidmore.

### Giugno
- 6: La direzione del Partito Conservatore mette ai voti una mozione di sfiducia nella leadership di Boris Johnson, che, se approvata, avrebbe privato il Primo Ministro del titolo di leader dei Conservatori. La rimozione di Johnson era stata richiesta da alcuni membri del partito a seguito della scoperta che quest'ultimo aveva partecipato a feste private durante la pandemia di Covid-19, contravvenendo alle restrizioni imposte dal suo stesso governo, e che aveva promosso ad una posizione di rilievo il parlamentare Chris Pincher, accusato in passato di molestie sessuali. La mozione é respinta con 148 voti favorevoli e 211 contrari[9].

#### Luglio
- 5 e 6: Decine di membri del Governo lasciano il loro incarico, chiedendo le dimissioni di Boris Johnson, ritenendolo inadeguato a ricoprire la carica di Premier a causa dei molti scandali in cui è stato coinvolto[10].
- 7: Preso atto di aver perso il sostegno di una gran parte del suo stesso Governo, Boris Johnson annuncia le sue dimissioni da Primo Ministro e da leader dei Conservatori, che avranno effetto a partire da settembre, quando un nuovo leader sarà nominato dal partito.
- 18: La Camera dei Comuni approva con 349 voti favorevoli, 238 contrari e 50 astenuti una mozione di fiducia nel Governo, che, se respinta, avrebbe potuto portare alle elezioni anticipate o rendere immediate le dimissioni di Boris Johnson[11][N 3].

### Settembre
- 5: Liz Truss viene eletta leader del Partito Conservatore.
- 6: Con la formalizzazione delle dimissioni di Boris Johnson in presenza della Regina, che di conseguenza conferisce il mandato di Primo Ministro a Liz Truss, termina ufficialmente il secondo governo Johnson[12].

### Esplicative
1. ↑  Le dimissioni, pur dichiarate il 7 luglio, hanno avuto efficacia solo a partire dal 6 settembre, in seguito alla proclamazione del nuovo leader dei conservatori (e conseguente nuovo primo ministro)
2. ↑  Originariamente, in seguito alle elezioni del 2019, erano 365
3. ↑  Convenzionalmente, un Primo Ministro che perde la fiducia della Camera dei Comuni é tenuto a presentare dimissioni che abbiano effetto immediato, oppure a richiedere al monarca di sciogliere la Camera e indire elezioni anticipate.

### Fonti
1. ↑   Boris Johnson, dallo scandalo Pincher al Partygate: ecco i motivi della crisi di governo, su www.ilmessaggero.it, 6 luglio 2022. URL consultato il 7 luglio 2022.
2. ↑   Luigi Ippolito, Londra, governo nel caos: valanga di dimissioni. Johnson prova a resistere: «Ma il gioco è finito», su Corriere della Sera, 7 maggio 2022. URL consultato il 7 luglio 2022.
3. ↑   Rivolta dei conservatori, Boris Johnson cede: si dimetterà oggi, in la Repubblica, 7 luglio 2022. URL consultato il 7 luglio 2022.
4. ↑   Boris Johnson si dimette da leader dei Tory. 'Lascio ma non avrei voluto farlo' - Mondo, su Agenzia ANSA, 6 luglio 2022. URL consultato il 7 luglio 2022.
5. ↑  Originariamente 202
6. ↑  Il partito non vinse le elezioni ma aderirono 2 Parlamentari
7. ↑  8 Parlamentari abbandonarono i conservatori,invece 2 Parlamentari Laburisti
8. ↑   Elezioni Gran Bretagna, Johnson trionfa: «Brexit 31 gennaio». Si dimette leader LibDem. URL consultato il 13 dicembre 2019.
9. ↑   Boris Johnson wins no-confidence vote despite unexpectedly large rebellion, su theguardian.com. URL consultato l'8 settembre 2022.
10. ↑   Boris Johnson: Resignations exceed 50 but PM stays in post, su bbc.com, 7 giugno 2022. URL consultato il 4 settembre 2022.
11. ↑   Boris Johnson defends record as government wins confidence vote, su theguardian.com, 18 luglio 2022. URL consultato il 5 settembre 2022.
12. ↑   Boris Johnson dalla Regina Elisabetta per formalizzare le dimissioni. Liz Truss nominata nuova premier, su corriere.it, 6 settembre 2022. URL consultato il 6 settembre 2022.